# Ours en Espagne

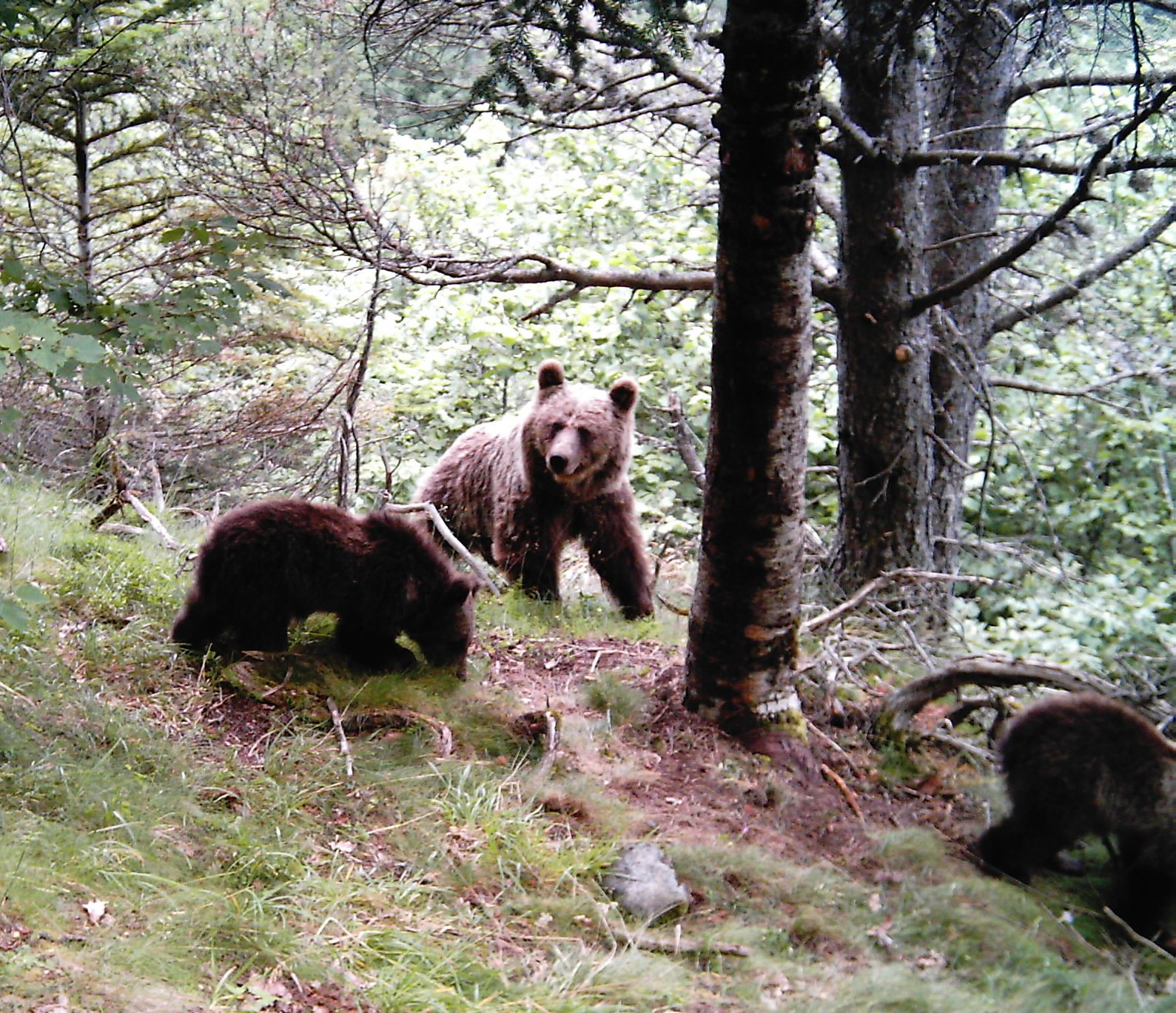
Une ourse et deux oursons en 2010 en Catalogne.

La population sauvage de l'Ours en Espagne est partagée en deux populations d'ours bruns réfugiées dans les montagnes de la cordillère Cantabrique et des Pyrénées, au Nord du pays.

## Histoire

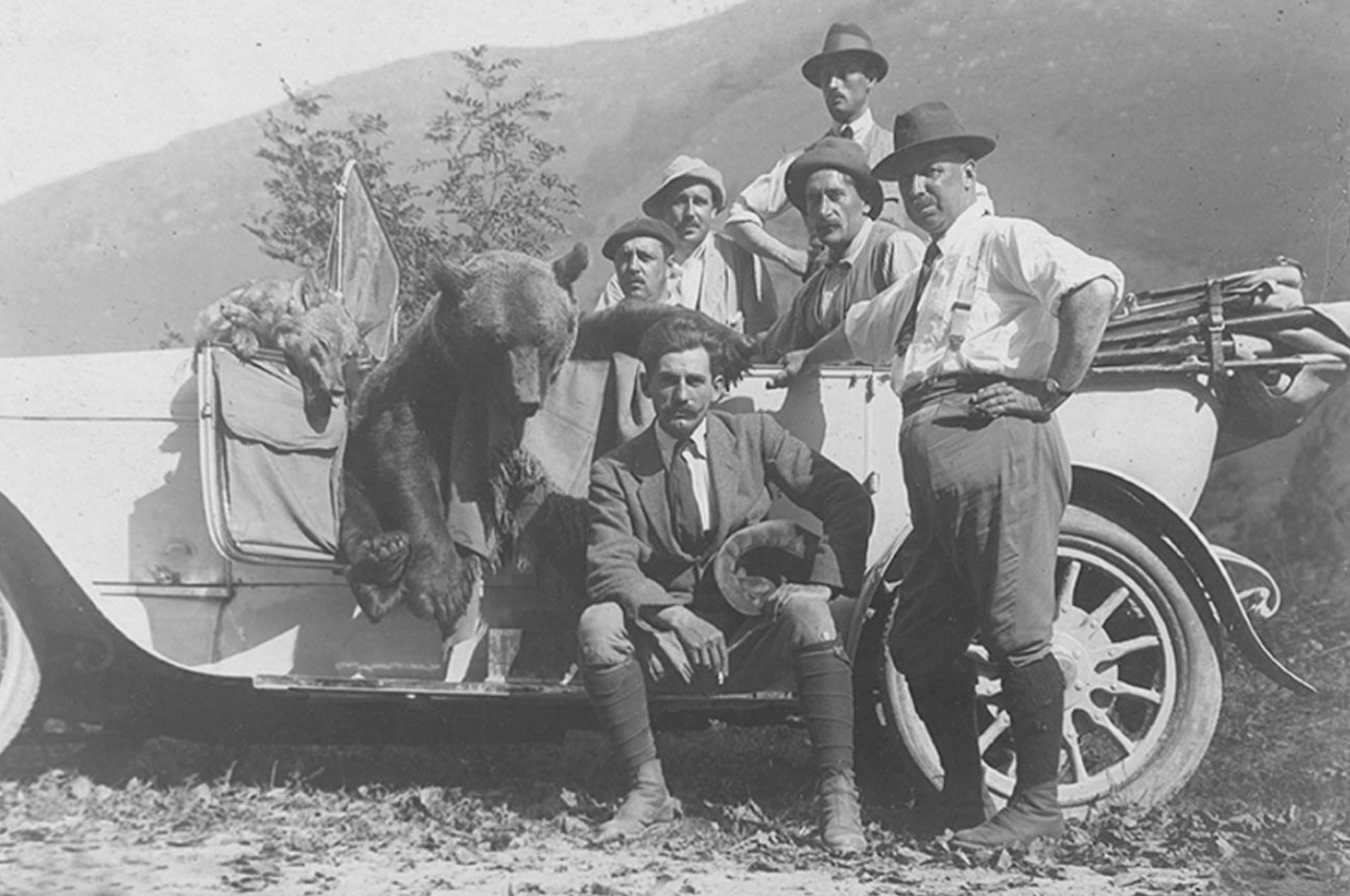
Chasseurs avec leurs trophées (un ours et un loup) dans les pics d'Europe en 1919.

## Population
La population d'ours bruns sauvages en Espagne est partagée entre la cordillère Cantabrique et la chaîne des Pyrénées.

### Dans les Pyrénées

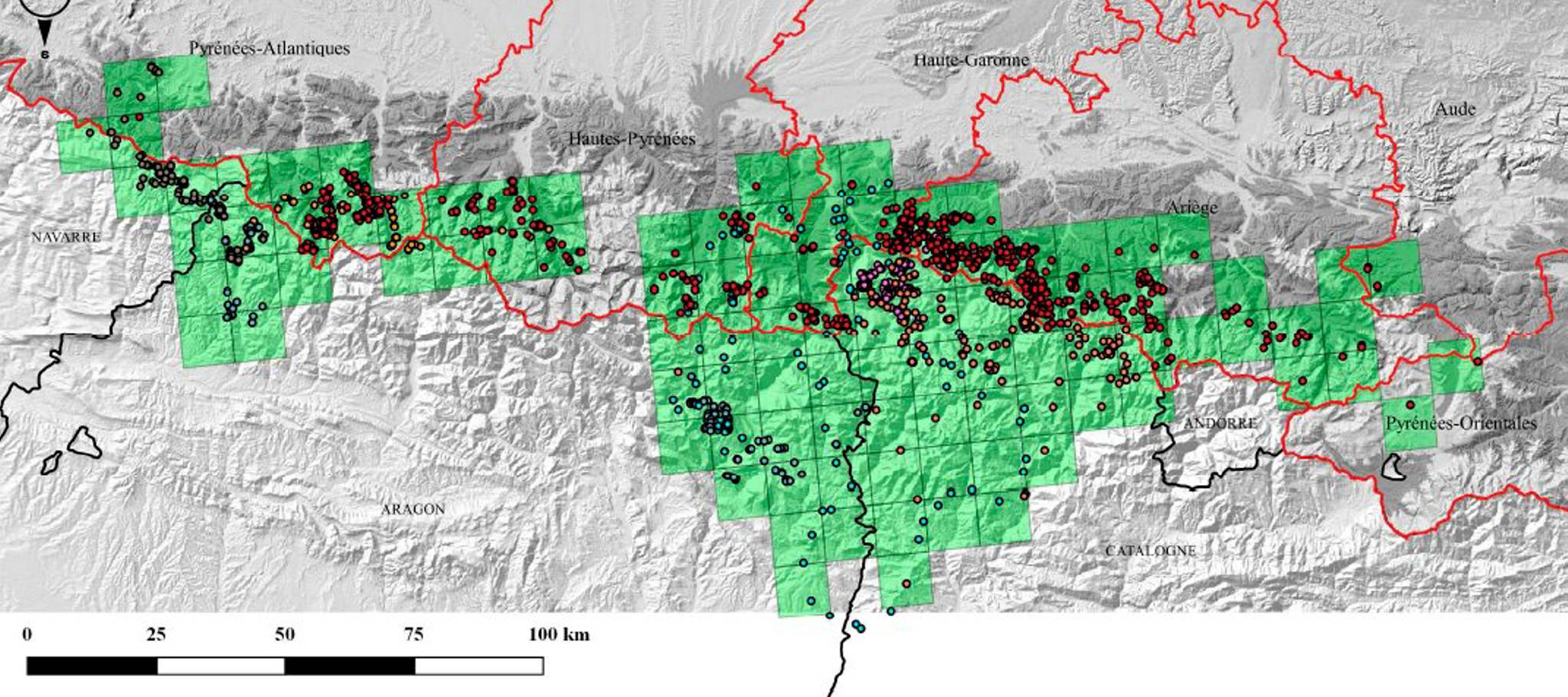
Répartition dans les Pyrénées en 2019.

La population d'ours dans l'ensemble des Pyrénées est constituée d'environ soixante-dix individus, en augmentation depuis les programmes de réintroduction en France dans le milieu des années 1990. Les animaux sont répartis en deux zones. La zone occidentale va, pour l'Espagne, de l'Est de la Navarre à l'Ouest de l'Aragon. La deuxième zone couvre la limite entre Aragon et Catalogne et les zones avoisinantes. Après des années de séparation, l'expansion des ours rend les deux zones moins étanches l'une à l'autre.
En 2019, 52 ours ont été repérés sur l'ensemble de la chaîne, zone frontalière entre l'Espagne, Andorre et la France. Beaucoup d'ours se déplacent entre deux ou trois de ces pays. Pour l'Espagne seule, au moins 5 ours ont été repérés en Aragon et 16 en Catalogne (dont la moitié uniquement en Espagne).

### Dans la cordillère Cantabrique

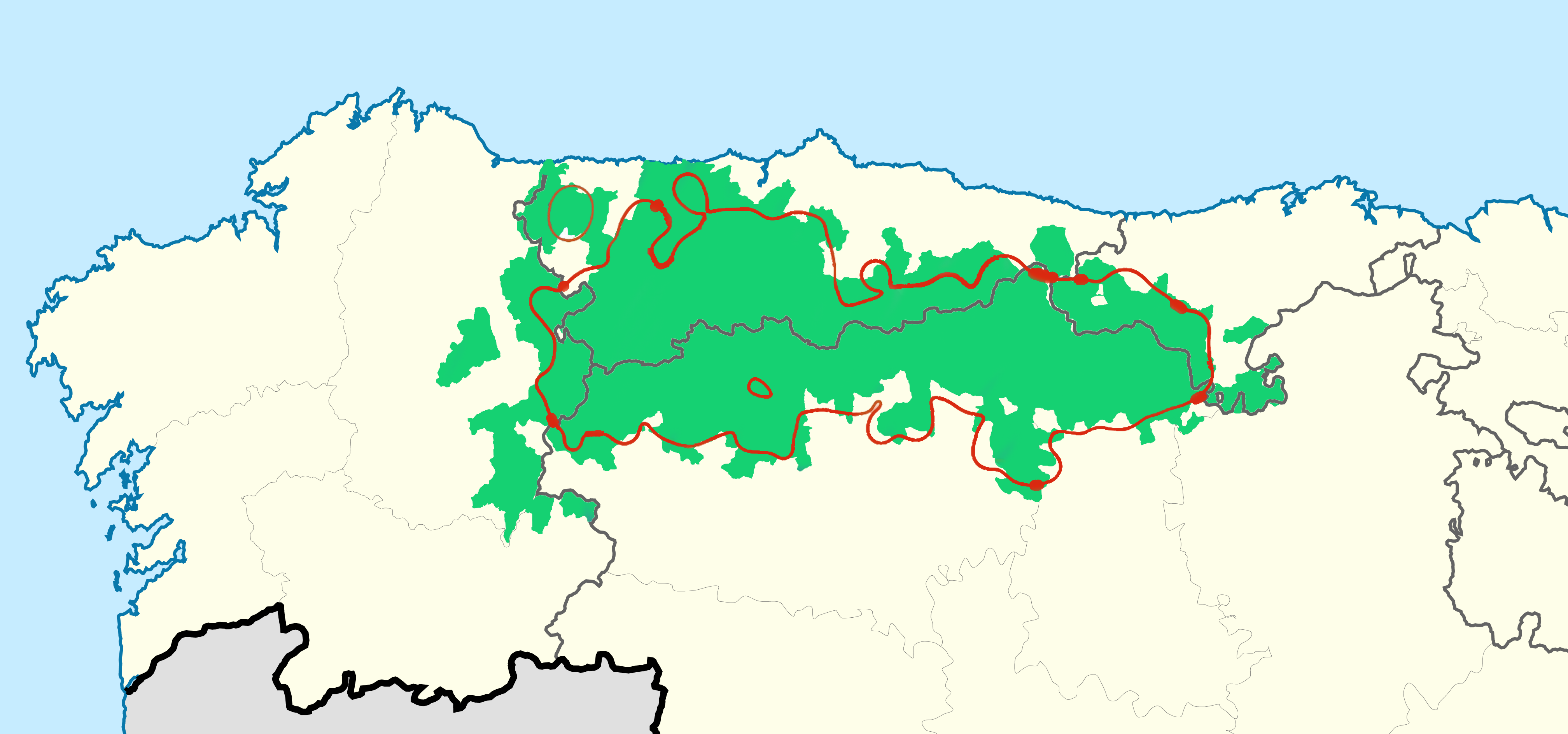
Répartition (y compris le couloir de passage entre les deux zones) des ours bruns cantabriques en 2017.

La population d'ours bruns de la cordillère Cantabrique est estimée à environ 330 individus selon le recensement de 2019. Comme dans les Pyrénées, il existe deux noyaux de population, « occidental » (280 ours environ) et « oriental » (une cinquantaine d'animaux). Depuis 2008 au moins, les passages de mâles d'une zone à l'autre permet un brassage génétique entre les deux populations.

### Site officiel
- Site officiel de la Fundación Oso Pardo, organisme gouvernemental chargé de l'étude et de la protection des ours bruns en Espagne.